# ليا نافارو
ليا نافارو هي مغنية فلبينية، ولدت في القرن العشرين.